# Рыцарь свободы
«Рыцарь свободы» (пол. Rycerz Wolności) — польская международная награда в области прав человека, учреждённая в 2005 году и вручающаяся «выдающимся личностям, продвигающим ценности генерала Казимира Пулавского: свободу, справедливость и демократию».
Учреждена Фондом имени Казимира Пулавского — аналитическим центром, специализирующимся на внешней политике и международной безопасности. Глава комиссии премии — Збигнев Писарский (пол. Zbigniew Pisarski).
Награда вручается ежегодно во время Варшавского форума по безопасности

## Лауреаты
| Год  | Лауреат(ы)             | Фото                    | Страна         | Обоснование награды |               |
| ---- | ---------------------- | ----------------------- | -------------- | --- | ------------- |
| 2023 | НАТО                   | NATO                    | международное  | | [ 4 ]         |
| 2022 | Украинский народ       |                         | Украина        | за исключительное мужество в борьбе за важнейшие принципы демократии: свободу, безопасность и справедливость, а также беспрецедентную стойкость перед лицом российской жестокой военной агрессии и агрессивным империализмом          | [ 5 ]         |
| 2021 | Алексей Навальный      | Алексей Навальный       | Россия         | за выдающиеся усилия по продвижению демократических ценностей в России, многолетней преданности делу привнесения в российскую государственную систему таких ценностей, как свобода, справедливость, уважение к закону и подотчетность | [ 6 ]         |
| 2020 | Турбьёрн Ягланд        | Турбьёрн Ягланд         | Норвегия       | за многолетнюю преданность проекту европейской интеграции, активное участие в развитии международного диалога и неустанные усилия по продвижению демократии, верховенства права и прав человека в Европе и за её границами            | [ 7 ]         |
| 2019 | Даля Грибаускайте      | Даля Грибаускайте       | Литва          | за значительные усилия по борьбе за безопасность и оборону Литвы, Прибалтики и Польши, а также за позицию по российскому вторжению на Украину                                                                                         | [ 8 ]         |
| 2018 | Андерс Фог Расмуссен   | Андерс Фог Расмуссен    | Дания          | за деятельность по усилению европейской интеграции и продвижению европейских ценностей | [ 9 ]         |
| 2017 | Мэри Робинсон          | Мэри Робинсон           | Ирландия       | за бескомпромиссную борьбу за права человека и всеобщие ценности | [ 10 ]        |
| 2016 | Тоомас Ильвес          | Тоомас Ильвес           | Эстония        | за деятельность по продвижению демократических и проевропейских ценностей в Эстонии и по всему миру | [ 11 ] [ 12 ] |
| 2016 | Михаил Ходорковский    | Михаил Ходорковский     | Россия         | за бескомпромиссные усилия по построению верховенства права, гражданского общества и продвижению европейских ценностей в российском обществе                                                                                          | [ 13 ] [ 14 ] |
| 2015 | Карл Бильдт            | Карл Бильдт             | Швеция         | за вклад в развитие проекта «Восточное партнёрство», целью которого является распространение проевропейских ценностей в странах-партнёрах и помощь в проведении реформ                                                                | [ 15 ]        |
| 2015 | Радослав Сикорский     | Радослав Сикорский      | Польша         | за начало процесса создания «Восточного партнёрства» в контексте Европейской политики соседства Европейского союза, целью которого является распространение проевропейских ценностей в странах-партнёрах и помощь в проведении реформ | [ 15 ]        |
| 2014 | Михаил Саакашвили      | Михаил Саакашвили       | Грузия         | за усиление демократии, верховенства права и развитие гражданского общество в Грузии | [ 16 ]        |
| 2013 | Вайра Вике-Фрейберга   | Вайра Вике-Фрейберга    | Латвия         | за продвижение демократических ценностей по всему миру, борьбу за права женщин и усилия, направленные на социальную справедливость | [ 17 ]        |
| 2012 | Ричард Лугар           | Ричард Лугар            | США            | за деятельность по поддержке вхождения Польши в структуры НАТО | [ 18 ]        |
| 2011 | Бернар Кушнер          | Бернар Кушнер           | Франция        | за вклад в продвижение гуманитарных ценностей посредством организации «Врачи без границ» и вклад в продвижение свободы, справедливости и демократии по всему миру                                                                     | [ 19 ]        |
| 2010 | Хавьер Солана          | Хавьер Солана           | Испания        | за приверженность мирному разрешению политического конфликта вокруг президентских выборов на Украине в 2004 году | [ 20 ]        |
| 2009 | Валдас Адамкус         | Валдас Адамкус          | Литва          | за вклад в проведение перевыборов в Украине, а также за участие в Оранжевой революции | [ 21 ]        |
| 2009 | Александр Квасьневский | Александр Квасьневский  | Польша         | за заслуги по мирному завершению Оранжевой революции | [ 22 ] [ 23 ] |
| 2008 | Лех Валенса            | Лех Валенса             | Польша         | за вклад в процесс перехода к демократии в Польше | [ 24 ]        |
| 2007 | Александр Милинкевич   | Александр Милинкевич    | Белоруссия     | за приверженность идее демократических выборов в Белоруссии и работе по их достижению, а также за вклад в продвижение свободы, справедливости и демократии по всему миру                                                              | [ 25 ]        |
| 2006 | Владислав Бартошевский | Владислав Бартошевскийi | Польша         | за участие в оппозиционной деятельности, включая движение «Солидарность», а также вклад в улучшение польско-германских отношений | [ 26 ]        |
| 2005 | Норман Дэвис           | Норман Дэвис            | Великобритания | за участие в продвижении Польши посредством литературных произведений, узнаваемых по всему миру | [ 27 ]        |